# Scurrula oortiana
Scurrula oortiana är en tvåhjärtbladig växtart som först beskrevs av Pieter Willem Korthals, och fick sitt nu gällande namn av Dans.. Scurrula oortiana ingår i släktet Scurrula och familjen Loranthaceae. Inga underarter finns listade i Catalogue of Life.